# プライオリティ・パス
Priority Pass Limited（プライオリティ・パス）は、空港ラウンジに関するサービスを提供する企業である。また、同社が提供するサービスの名称である。

## 概要
世界中の1700ヶ所以上の空港ラウンジや施設と提携し、サービスを提供している。特定のクレジットカードの会員が利用する事が出来る空港ラウンジとの最大の相違点は、空港での保安検査場を超えた場所に立地している点である。

## 会員
空港ラウンジを利用するには、会員となる必要がある。会員プランは、3つの種類があり、空港ラウンジの利用頻度に応じて申し込む事が出来る。
なお、提携しているクレジットカードの会員は、年会費が無料又は通常の年会費より安い年会費で入会する事が出来る。過去には、日本航空(JAL)のJALマイレージバンクの会員が、40,000マイルと交換する事で、会員資格が1年間有効な「プレステージ」を取得する事が出来た。

### 会員プラン
利用頻度に応じて3つのプランが設けられている。会員プランは次表の通り（金額の単位は米ドル）。
| プラン               | 年会費 | 都度料金 | 備考       |
| -------------------- | ------ | -------- | ---------- |
| スタンダード         | $99    | $35      |            |
| スタンダード・プラス | $329   | $35      | 10回迄無料 |
| プレステージ         | $469   | 無料     |            |

なお、同伴者も利用する場合は、会員のプランに拘わらず、35米ドルを支払う必要がある。但し、クレジットカードに付帯するプライオリティ・パスを利用する場合は、会員及び同伴者の料金が異なる場合がある。

### 会員証
ラウンジを利用するには、会員証を提示する必要がある。会員証は、プラスチック製のカード又はデジタル会員証を利用する事が出来る。後者は、ウェブサイトにログイン又はiOS・Androidのアプリケーションソフトウェア（モバイルアプリケーション）をインストールすると利用する事が出来る。

## 利用可能空港
利用する事が出来る空港ラウンジは、ウェブサイト又はモバイルアプリケーションで確認する事が出来る。1つの空港において複数のラウンジを利用する事も可能であり、例えばシンガポールのチャンギ国際空港はターミナル1から3で計11箇所のラウンジに入る事を可能としている。
ラウンジは、空港、空港ターミナルビル、航空運送事業者、航空連合その他のラウンジ運営元が提供するラウンジの内、指定されたものを利用する事が出来る。

### 日本
ここでは、ラウンジを利用する事が出来る日本の空港その他飛行場を挙げる。なお、ラウンジ以外の施設を利用する事が出来るものもある。
- 成田国際空港 （千葉県成田市）
- 東京国際空港 （東京都大田区）
- 中部国際空港 （愛知県常滑市）
- 関西国際空港 （大阪府泉南郡田尻町）
- 美保飛行場 （鳥取県境港市） - 海外発行カードのみ[5]
- 福岡空港 （福岡県福岡市博多区）
- 佐賀空港 （佐賀県佐賀市） - 海外発行カードのみ[6]

## グループ会社
プライオリティ・パスは、次の各社がサービスを提供する。
- Priority Pass Limited - EMEA
- Priority Pass, Inc. - 北アメリカ、南アメリカ（ペルーを除く）及びラテンアメリカ
- Priority Pass (A.P.) Limited - アジア太平洋（中華人民共和国、インド及び台湾を除く)
- Collinson (Shanghai) Co. Ltd  - 中華人民共和国
- Collinson Services India LLP  - インド
- Collinson Peru S.A.C. - ペルー
- Priority Pass (Asia) Pte. Ltd. - 台湾

## 同種のサービス
- Airport Angel
- DragonPass
- Lounge Club
- LoungeKey
- Lounge Pass

## 脚註
1. ↑  “OUR STORY”. 2025年1月2日閲覧。
2. ↑  “空港ラウンジ”. 2025年1月2日閲覧。
3. ↑  『世界最大規模の空港ラウンジ・アクセス・プログラム「プライオリティ・パス」とJALが業務提携』（プレスリリース）日本航空、2016年10月6日。2016年10月13日閲覧。
4. ↑  “会員プラン”. 2025年1月2日閲覧。
5. ↑  “LOUNGE DAISEN”. 2025年1月2日閲覧。
6. ↑  “ラウンジ・レセプション”. 2025年1月2日閲覧。
7. ↑  “Conditions of Use”. 2025年1月2日閲覧。